# Saint-Cirice
Saint-Cirice é uma comuna francesa na região administrativa de Occitânia, no departamento de Tarn-et-Garonne. Estende-se por uma área de 8,92 km². Em 2010 a comuna tinha 156 habitantes (densidade: 17,5 hab./km²).